# Morgan Tuck
Morgan Tuck (Grand Rapids, 30 aprile 1994) è un'ex cestista statunitense, professionista nella WNBA.

## Carriera
È stata selezionata dalle Connecticut Sun al primo giro del Draft WNBA 2016 (3ª scelta assoluta).
Con gli Stati Uniti ha disputato i Campionati mondiali del 2018.

## Palmarès
- NCAA: 4

2013, 2014, 2015, 2016
- Campionato WNBA: 1

Seattle Storm: 2020